# اسکوئردینیا (بازیکن فوتبال، زاده ۱۹۲۴)
اسکوئردینیا (انگلیسی: Esquerdinha; ۱ مارس ۱۹۲۴ – ۴ سپتامبر ۲۰۱۴) بازیکن فوتبال اهل برزیل بود.
از باشگاه‌هایی که در آن بازی کرده است می‌توان به باشگاه فوتبال فلامینگو اشاره کرد.